# Athyrium regulare
Athyrium regulare är en majbräkenväxtart som beskrevs av Gen'ichi Koidzumi. Athyrium regulare ingår i släktet Athyrium och familjen Athyriaceae. Inga underarter finns listade.